# 北京香山论坛
北京香山论坛簡稱香山論壇，是由中国军事科学学会举办的安全与防务学术交流平台。

## 歷史
首屆北京香山论坛於2006年10月23日在北京舉辦，當時叫作中国军事科学学会国际论坛，起初是每两年举办一次。2014年的第五届香山论坛起，香山論壇改為每年舉辦一次。2015年起，香山论坛由中国军事科学学会和中国国际战略学会联合举办。2018年起，香山论坛改名為北京香山论坛。